# Église de Riistavesi

L'église de Riistavesi (finnois : Riistaveden kirkko) est une église située à Kuopio en Finlande.

## Histoire
L'église en briques crépies est inaugurée en 1934. 
Devant le portail de l'église on peut voir une grosse cloche fondue en 1914 à Saint-Pétersbourg. 

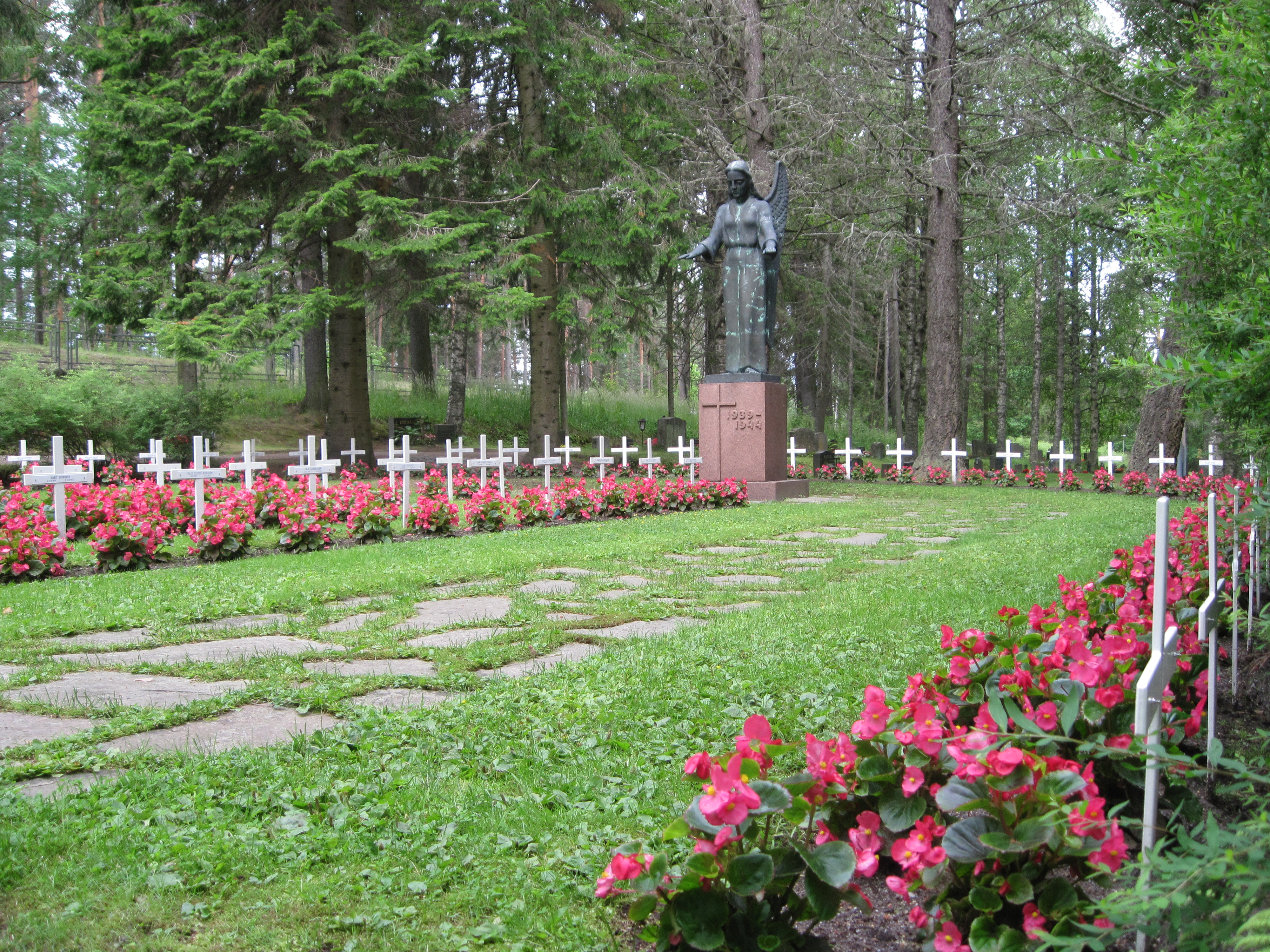
Mémorial des héros de la guerre.